# Feliks Bahr
Feliks Bahr (ur. w 1846 roku) – adwokat przysięgły, oficer ordynansowy w powstaniu styczniowym.

## Życiorys
Służył w oddziale kawalerii Rawskiej. Walczył pod Białobrzegami, Ossą, Rokicinami, Sobotą, Piątkiern, Podębicarni. Został aresztowany i osadzony na Pawiaku, następnie w Cytadeli Warszawskiej. Skazany na śmierć przez rozstrzelanie. Z powodu młodocianego wieku zesłany do ciężkich robót w kopalniach Nerczyńskich i w  na osiedlenie do guberni irkuckiej, gdzie przebywał do 1875 roku.
Był 2-krotnie odznaczony Krzyżem Walecznych.